# Bray-sur-Seine
Bray-sur-Seine este o comună franceză situată în departamentul Seine-et-Marne, în regiunea Île-de-France.

## Geografie

### Localizare
Comuna Bray-sur-Seine este situată în sud-estul departamentului Seine-et-Marne, pe malurile Senei, la distanță egală (aproximativ 20 de kilometri) între Provins la nord, Montereau-Fault-Yonne la vest și Sens (Yonne) la sud. A fost capitala cantonului format din douăzeci și trei de comune până în martie 2015.

### Comune limitrofe
|                    | Mouy-sur-Seine |         |
|                    |                | Jaulnes |
| Mousseaux-lès-Bray |                |         |

### Geologie și relief
Comuna este clasificată în zona de seismicitate 1, corespunzând unei seismicități foarte scăzute. Altitudinea variază de la 54 de metri la 82 de metri pentru cel mai înalt punct, centrul târgului situându-se la aproximativ 59 de metri altitudine (primărie).

### Hidrografie

#### Rețea hidrografică

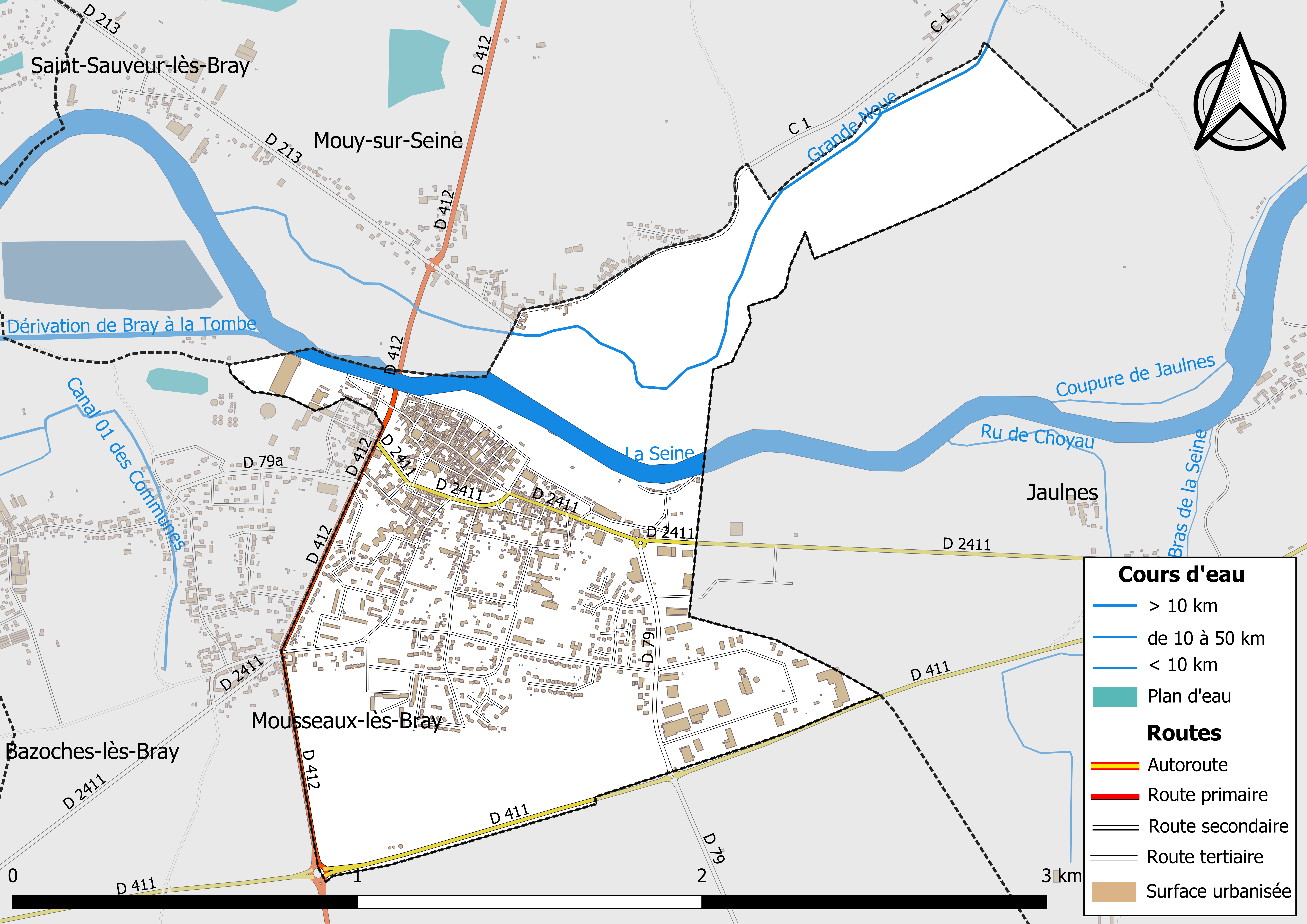
Hartă cu rețelele hidrografice și rutiere din Bray-sur-Seine.

Rețeaua hidrografică a comunei este compusă din două cursuri de apă referențiate:
- Sena, un fluviu lung de 774,76 km[5];
- Grande Noue, 8,79 km[6], afluent al Senei.

Lungimea totală a cursurilor de apă de pe teritoriul comunei este de 2,81 km.

### Climă
În 2010, clima comunei este de tip oceanic degradat al câmpiilor din Centru și Nord, conform unui studiu al Centrului Național de Cercetare Științifică (CNRS) bazat pe o serie de date care acoperă perioada 1971-2000. În 2020, Météo-France publică o tipologie a climei Franței metropolitane, în care comuna este expusă unei clime oceanice alterate și se află în regiunea climatică Nord-Est a bazinului Parisian, caracterizată printr-un nivel redus de însorire, precipitații medii distribuite regulat pe parcursul anului și ierni reci (3 °C).
Pentru perioada 1971-2000, temperatura anuală medie este de 10,9 °C, cu o amplitudine termică anuală de 15,6 °C. Cumulul anual mediu de precipitații este de 693 mm, cu 10,9 zile de precipitații în ianuarie și 7,6 zile în iulie. Pentru perioada 1991-2020, temperatura medie anuală observată la stația meteorologică Météo-France cea mai apropiată, situată în comuna La Brosse-Montceaux la 18 km distanță, este de 12,0 °C, iar cumulul anual mediu de precipitații este de 652,9 mm.
Pentru viitor, parametrii climatici estimati pentru comună pentru anul 2050, conform diferitelor scenarii de emisii de gaze cu efect de seră, pot fi consultati pe un site dedicat publicat de Météo-France în noiembrie 2022.

### Mediu natural și biodiversitate

#### Situri Natura 2000

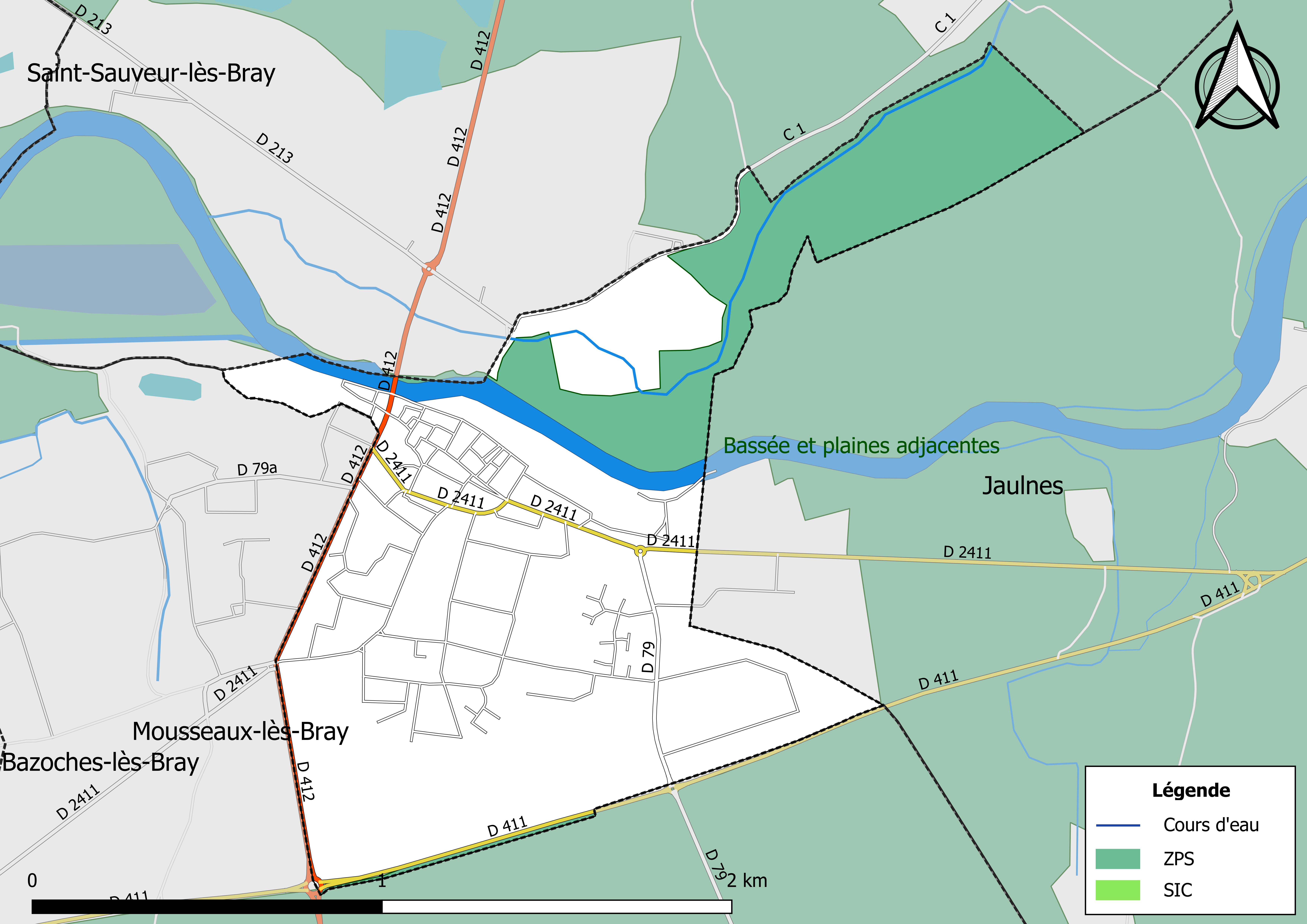
Situri Natura 2000 pe teritoriul comunei.

Rețeaua Natura 2000 este o rețea ecologică europeană de situri naturale de interes ecologic, creată în conformitate cu Directivele „92/43/CEE” și „2009/147/CE”. Această rețea este alcătuită din Zone Speciale de Conservare (ZSC) și Zone de Protecție Specială (ZPS).
În zonele incluse în această rețea, statele membre se angajează să mențină într-o stare de conservare favorabilă tipurile de habitate și speciile vizate, prin măsuri reglementare, administrative sau contractuale.
Un sit a fost desemnat în baza directivei Păsări:
- „Bassée et plaines adjacentes”, cu o suprafață de 27.643 ha, este o vastă câmpie aluvială a râului Sena, mărginită de un povârniș accentuat la nord și de un platou agricol la sud. Aceasta găzduiește o diversitate importantă de habitate, care asigură prezența unei avifaune foarte bogate[18][19][20].

#### Zone naturale de interes ecologic, faunistic și floristic
Teritoriul comunei Bray-sur-Seine cuprinde o ZNIEFF de tip 1, "Mlaștina mare Neuvry, pajiștile și pădurile Grand Peugny" (196,27 ha), care acoperă 3 comune din departament, și o ZNIEFF de tip 2, "Valea Senei între Montereau și Melz-sur-Seine (Bassee)" (14.216,75 ha), care acoperă 26 de comune din departament.

## Urbanism

### Tipologie
La 1 ianuarie 2024, Bray-sur-Seine este clasificat ca târg rural, conform noii grile comunale de densitate cu șapte niveluri definită de INSEE (Institutul Național de Statistică și Studii Economice) în 2022. Aparține unității urbane Bray-sur-Seine, o aglomerare intra-departamentală care reunește trei comune, dintre care este oraș-centru. În plus, comuna face parte din aria metropolitană a Parisului, fiind una dintre comunele de la periferie, această zonă reunind 1.929 de comune.

### Utilizarea terenurilor
Utilizarea terenurilor comunei, așa cum reiese din baza de date europeană privind acoperirea biofizică a solului Corine Land Cover (CLC), este marcată de importanța zonelor artificiale (49% în 2018), în creștere față de 1990 (44,6%). Distribuția detaliată în 2018 este următoarea: zone urbanizate (31,1%), terenuri arabile (25%), zone industriale sau comerciale și rețele de comunicații (17,8%), păduri (17,8%), ape continentale (5,3%), medii cu vegetație arbustivă și/sau ierboasă (3%).

## Toponimie
Numele localității este menționat sub formele Villa que dicitur Brayacus în 958, „In pago Senonico super Sequanam fluvium in loco qui vulgo dicitur Braiacus” în 958 (Clarius), Braiacense castrum în jurul anului 1130, Castellum quod dicitur Braium în 1145, G. de Braico în jurul anului 1150, Braium în 1157, Braiacum în jurul anului 1175, Brayum în 1250, Brei în jurul anului 1275, Bray sus Sene în 1285, Brayum supra Seccanam în 1319, Bray sur Soigne în 1344, Brey în 1674.
Toponim posibil derivat din latinescul braium, din oïl brai „noroi, mâl, mlaștină”, din limba galică bracu (mai exact brakus, brakōs) care a desemnat inițial un „fund de vale umedă” apoi o „mlaștină”.

## Istorie

### Antichitate
Înainte de romani, locuitorii erau senonii (gali). Romanii au ocupat Bray-sur-Seine până la sfârșitul secolului al IV-lea.

### Imperiul Târziu
Apoi au urmat invaziile: vizigoții, burgunzii, francii, hunii... În 595, Bray-sur-Seine a făcut parte din Burgundia, care îl avea ca rege pe Teodoric, nepotul reginei Brunehaut. În 880, corăbiile lungi ale vikingilor au urcat pe Sena până la Troyes. În jurul anului 915, Bray-sur-Seine era bine fortificată, apărată de un castel feudal. În secolul al X-lea, se pare că țara era proprietatea regilor francilor, dar plasată totuși sub suzeranitatea arhiepiscopului de Sens.

### Evul Mediu
Între 957 și 966, fortificația aparținea lui Bouchard I, strămoșul casei de Montmorency. Se pare că el este fondatorul senioriei și a construit, pe locul actualei Case a Asociațiilor, fost ospiciu, turnul principal al primului castel, mărturie a puterii și autonomiei, de care depindeau senioriile din Bassée și cele din Montois și Sénonais. De aici vine blazonul orașului: turnul mare și cele două ramuri de măslin (devenite palmieri, nu se știe de ce), marcând încă de la început o dorință pașnică.
Bray trece în familia de Montlhéry, despre care se spune că este o ramură cadetă a Montmorency: Thibault, poreclit Fil-Etoupe, în jurul anului 978; Guy I de Montlhéry, care a murit în jurul anului 1080; Milo I cel Mare, care a participat în jurul anului 1096 la prima cruciadă, cea a lui Petru Pustnicul, și care s-a întors în Țara Sfântă în 1101 pentru a nu se mai întoarce; Milo al II-lea de Montlhéry, fiul său, viconte de Troyes, i-a succedat; la moartea sa bruscă, Bray a fost reunită în 1118 cu Champagne, al cărei conte era Theobald al II-lea.
Seniorii de Bray erau în mod tradițional stăpânii Montois, deci seniorii de Donnemarie.
Henric I, fiul lui Thibaut al II-lea, conte de Champagne și Brie, baron de Bray, a construit în jurul anului 1150 palatul ducilor de Burgundia (pe locul actual al unui magazin de articole de menaj de pe Grande-Rue), care a devenit atunci sediul baronilor de Bray. Henric al II-lea de Champagne, fiul său, de asemenea baron de Bray, avea să devină rege al Ierusalimului.

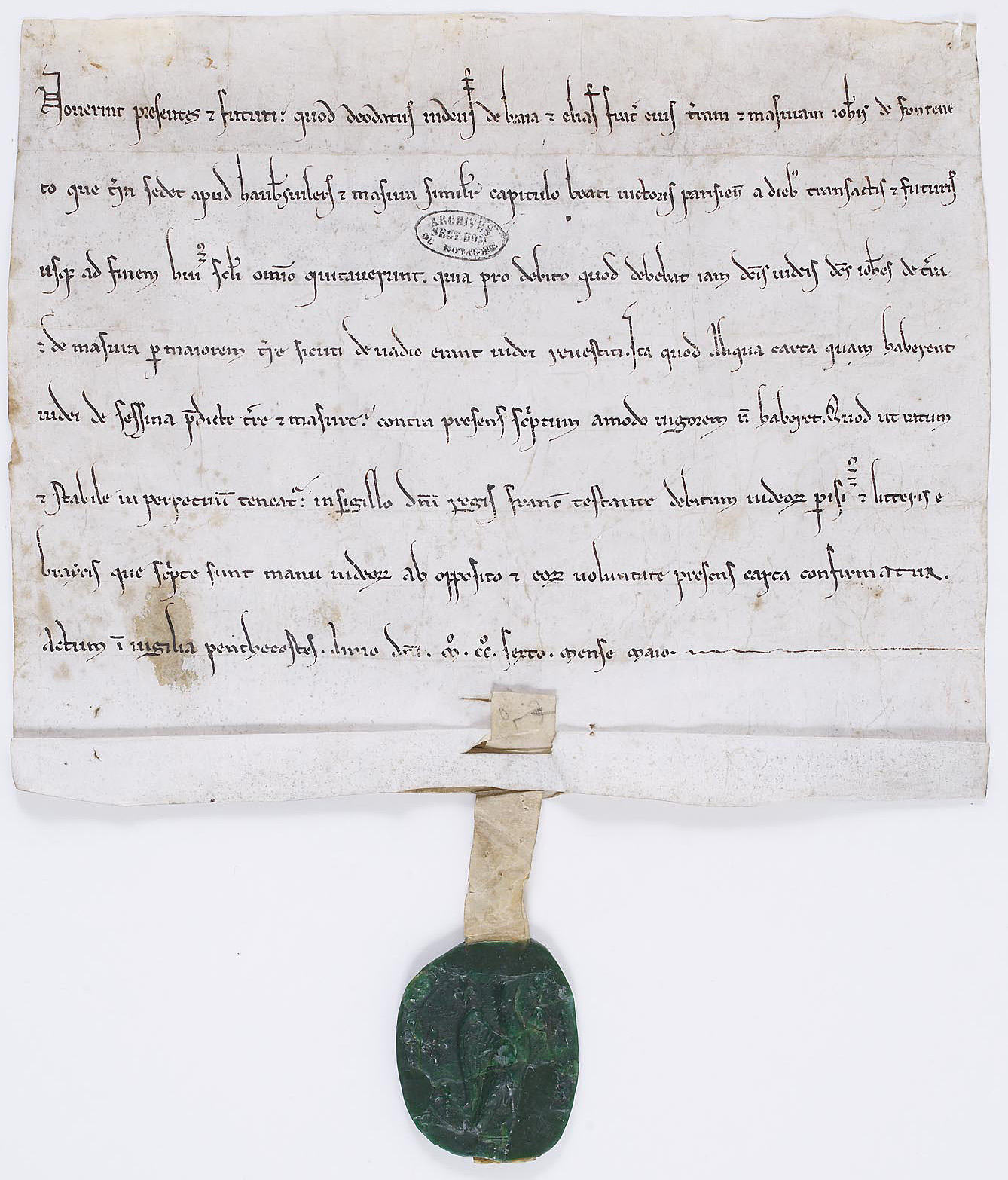
Recunoaștere a renunțării la ipotecă semnată de Matathyas și Elia, evrei din Bray-sur-Seine, 20 mai 1206. Arhivele Naționale ale Franței.

În 1180, Filip August i-a expulzat pe evrei după ce le-a confiscat toate bunurile. În 1191, un evreu a fost ucis de un locuitor care, potrivit cronicarului Guillaume Le Breton în „Viața poetică a lui Filip August”, se afla în imposibilitatea de a restitui banii pe care îi împrumutase. Agnès de Baudement, cunoscută sub numele de contesa de Braine, mama lui Robert al II-lea de Dreux, își avea reședința în Bray în luna martie 1191. Potrivit unei relatări mult mai târzii, evreii l-au condus prin tot târgul, lovindu-l cu bice, pentru a-i impresiona pe ceilalți locuitori, apoi l-au spânzurat. „La întoarcerea sa din cruciadă, regele venise să se odihnească la Saint-Germain-en-Laye de oboseala sa; pe 18 martie 1192, a plecat de acolo în grabă, fără știrea curtenilor săi, pentru a merge la Bray pentru a face dreptate unor evrei care omorâseră un creștin.” Ajuns la Bray, a pus gărzi la porți, i-a arestat pe toți evreii și a reținut optzeci pe care i-a condamnat să fie arși pe aceeași piață. Potrivit unei cronici evreiești, optzeci de evrei au fost uciși, doar copiii sub treisprezece ani fiind cruțați. Comunitatea evreiască din Bray a continuat să existe până la expulzarea definitivă în 1306 a tuturor evreilor din Franța de către Filip cel Frumos.
În 1235, Ludovic al IX-lea intră în posesia baroniei de la Theobald al IV-lea, conte de Champagne și viitor rege al Navarei, iar regii Franței vor fi seniori de Bray timp de aproximativ 150 de ani. Trebuie remarcat faptul că această seniorie depindea de arhiepiscopul de Sens și că regii trebuiau să-i aducă omagiu (aceeași loialitate pentru Montereau). Ceremonia avea loc la granița dintre Bassée și Sénonais, la abația La Pommeraie, care fusese fondată de Héloïse, lângă La Chapelle-sur-Oreuse.
Începând cu 1285, senioria era indiviză între regii Franței și regii Navarei, din cauza căsătoriei regelui Filip cel Frumos cu Ioana I, regina Navarei și contesa de Champagne. Pentru a pune capăt acestei situații, regele Franței Carol al VI-lea a cedat partea sa regelui Navarei Carol al III-lea, pe 5 iunie 1404.
În timpul Războiului de 100 de Ani (1337-1453), Bray a aparținut pentru o perioadă lui Henric al V-lea al Angliei, care a tratat cu soția lui Carol al VI-lea, celebra regină Isabeau, al cărei frate Ludovic al VII-lea de Bavaria-Ingolstadt, conte de Mortain, soțul Annei de Bourbon-la Marche și apoi al Caterinei de Alençon, a prestat omagiu pentru Bray arhiepiscopului de Sens în 1418.
Ioana d'Arc a trecut prin Bray cu delfinul Carol al VII-lea pe 14 septembrie 1429.
În 1463, din cauza neplății unei datorii a regelui Navarei, orașul și senioria Bray au revenit, după vânzare, contelui Jean de Dunois, bastard de Orléans și nepot al lui Carol al VI-lea, și au trecut astfel la casa de Orléans-Longueville, apoi, prin căsătoria din 1528 a Charlottei de Orléans cu Philippe de Savoia-Nemours, duce de Nemours, la casa de Savoia-Nemours, care va domni asupra Bray-ului până în 1647, dată la care feuda Bray este cumpărată de președintele Parlamentului, Henri de Mesmes.

### Perioada Modernă
În timpul războaielor religioase (1562-1598), Bray a fost administrat de ducii de Nemours - printre care și Jacques I, care a murit în 1585 - până în 1645. Henric al IV-lea a stat în Bray între 18 și 29 aprilie 1590, înainte de a merge la Paris.
În secolul al XVI-lea, feuda Bray-sur-Seine era posesia lui Charles de Richebourg, fratele mai mic al lui Louis de Richebourg.
Henri de Mesmes, care a cumpărat baronia Bray pe 10 iulie 1647, începe o dinastie continuată de Mortemart, care se va termina la Revoluție. Henri de Mesmes era un descendent al unei familii bearnese. Era de asemenea senior de Roissy și marchiz de Everly prin căsătoria sa pe 30 decembrie 1639 cu Marie de la Vallée-Fossés, marchiză de Everly. Era tatăl Antoanetei-Louise de Mesmes, soția lui Louis-Victor de Rochechouart, duce de Mortemart și de Vivonne. Un cenotaf în biserica din Bray perpetuează amintirea acestei nobile doamne. Henri de Mesmes a decedat pe 29 decembrie 1650. Se pare totuși că Mortemart au continuat să locuiască în castelul Everly până la Revoluție.
Louis-Victor de Rochechouart de Mortemart, duce de Mortemart și de Vivonne, căsătorindu-se cu Antoinette-Louise de Mesmes, fiica lui Henri de Mesmes, în septembrie 1655, a adăugat la titlurile sale prestigioase pe cele de marchiz de Everly și baron de Bray. Louis-Victor era fratele celebrei marchize de Montespan, favorita regelui Ludovic al XIV-lea. Louis I de Rochechouart, fiul lui Louis-Victor, s-a căsătorit pe 14 februarie 1679 cu Marie-Anne Colbert, fiica marelui ministru al lui Ludovic al XIV-lea. A murit, ca și tatăl său, în 1688. Doi dintre copiii săi i-au succedat în baronia de Bray și marchizatul de Everly: Louis al II-lea de Rochechouart, decedat pe 31 iulie 1746, și Jean-Baptiste de Rochechouart, decedat pe 16 ianuarie 1757.

### Revoluția

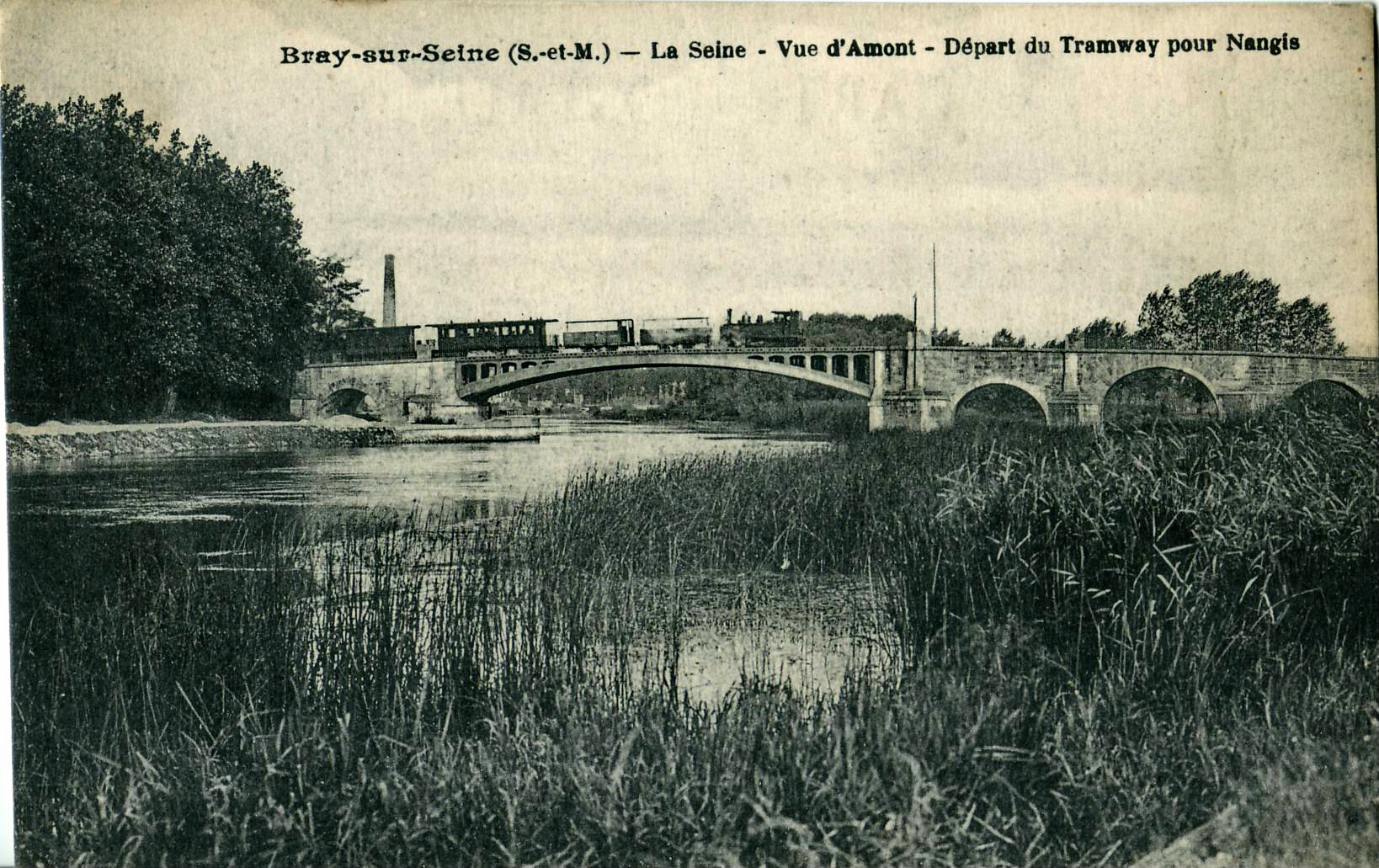
Orașul a fost terminusul unei linii de cale ferată secundare cu ecartament metric care îl lega, între 1904 și 1950, de Jouy-le-Châtel și Sablonnières, unde se poate vedea unul dintre trenuri traversând Sena. Această linie a Căilor Ferate Departamentale din Seine-et-Marne era exploatată de Societatea Generală a Căilor Ferate Economice.

Ultimul baron de Bray a fost Victurnien Jean-Baptiste Marie de Rochechouart, duce de Mortemart, pair al Franței, prinț de Tonnay-Charente, căpitan în regimentul de infanterie Navarre, marchiz de Everly, baron de Bray, senior de l'Isle-Dieu, des Ormes, Couture, Moulin d'Ocle, Neuvry, Peugny, Mouy-sur-Seine, Mousseaux-les-Bray, Avigny, Moléon, Montigny-le-Guesdier, Courlon și alte locuri. A fost deputat al nobilimii la Stările Generale reunite pe 5 mai 1789, totuși, trebuie subliniat că nu a stat ca baron de Bray, ci din cauza feudelor pe care le deținea în Franța. Din același motiv, a fost membru al Adunării Naționale Constituante începând cu 17 iunie 1789, prin declarațiile sale, a avut o acțiune decisivă care a dus la abolirea privilegiilor și drepturilor senioriale în celebra noapte de 4 august 1789.
Această decizie l-a forțat pe Victurnien Jean-Baptiste Marie de Rochechouart să renunțe la drepturile sale asupra baroniei Bray, care, brusc lipsită de conducător și de guvern, s-a trezit oarecum dezorientată. El însuși și-a abandonat funcțiile de deputat și a emigrat în 1791.
Se pare că, în urma dorinței sale de a rămâne independent, Bray nu a fost reprezentat în Adunarea constituită pe 4 octombrie 1791. Totuși, când Convenția s-a reunit între 21 septembrie 1792 și 26 octombrie 1795, comuna Bray l-a trimis pe primarul său, Nicolas Viquy, originar din Commercy, care s-a comportat ca un element moderator.

### Imperiul și Restaurația
În 1812, Victurnien Jean-Baptiste Marie de Rochechouart s-a împăcat cu Imperiul, iar Napoleon I l-a numit consilier al Parisului; a murit în același an. A avut un fiu, Casimir Louis Victurnien de Rochechouart de Mortemart, care a fost numit președinte al Consiliului de Miniștri de către Carol al X-lea în 1830.

### Epoca Contemporană
Pe 4 septembrie 1914, generalul Franchet d'Espèrey și generalul Wilson au conceput planul de bătălie de pe Marna în primăria din Bray-sur-Seine, care se afla atunci pe locul actualului Romairy. A fost aplicată și inaugurată o placă comemorativă.
Pe 11 noiembrie 1948, orașului Bray-sur-Seine i-a fost acordată Crucea de Război cu Stea de bronz, pentru rezistența sa sigură pe durata întregii ocupații, atât de către FFI, cât și de către populația sa.

## Populația și societatea

### Date demografice
Evoluția numărului de locuitori este cunoscută prin recensămintele populației efectuate în comună începând din 1793. Pentru comunele cu mai puțin de 10 000 de locuitori, un recensământ al întregii populații este realizat la fiecare cinci ani, populațiile legale pentru anii intermediari fiind estimate prin interpolare sau extrapolare.
În 2022, comuna număra 2 378 locuitori, în creștere cu +7,55 % față de 2016 (Seine-et-Marne: +3,92 %, Franța fără Mayotte: +2,11 %).
| An        | 1793  | 1806  | 1841  | 1861  | 1876  | 1886  | 1901  | 1921  | 1936  | 1962  | 1982  | 2006  | 2014  | 2022  |
| --------- | ----- | ----- | ----- | ----- | ----- | ----- | ----- | ----- | ----- | ----- | ----- | ----- | ----- | ----- |
| Populație | 1 900 | 2 024 | 1 752 | 1 615 | 1 598 | 1 603 | 1 526 | 1 274 | 1 363 | 1 819 | 2 116 | 2 092 | 2 231 | 2 378 |

## Cultură locală și patrimoniu

### Locuri și monumente

#### Biserica Sfânta Cruce
Incendiată în 978 de Boson, un miles în slujba împăratului Germaniei Otto al II-lea, restaurarea sa se datorează lui Henric I în 1165. Patru ani mai târziu, pe 31 august 1169, Guillaume de Champagne, arhiepiscop de Sens, o sfințește. În 1174, Henric I creează un capitol; la titlul de biserică Sfânta Cruce se adaugă cel de colegială Notre-Dame.
Începând cu secolul al XVIII-lea, biserica Sfânta Cruce a abandonat numele de colegială, canoanele părăsind edificiul.
Biserica este clasificată ca monument istoric.

#### Hala de Grâu
Pentru a înlocui vechea hală aflată într-o stare foarte proastă, primarul a decis în 1839 demolarea acesteia și reconstrucția halei actuale, a cărei primă piatră a fost pusă în 1841 și a fost terminată în 1842; se poate citi: „Această structură a fost finalizată de Besse Guillaume, Maestru tâmplar 1842”. Această structură este din castan, de unde și absența pânzelor de păianjen, iar printre alți antreprenori, îi vom reține pe Biard și Prieur. Arhitectul a fost Émile Jacques Gilbert (1793-1874), căruia îi datorăm și ospiciul din Charenton și Hôtel-Dieu din Paris; una dintre străzile din Paris îi poartă numele. La origine, hala adăpostea trei piețe: o piață de vite, o piață de cereale și o piață mare. Clădirea este înscrisă în Inventarul Suplimentar al Monumentelor Istorice (ISMH).
În 2005, municipalitatea a luat decizia restaurării sale, al cărei finanțare a fost: statul prin fondul FISAC, consiliul regional, consiliul general, comuna Bray pentru cea mai mare parte (34%) și Fundația Patrimoniului datorită patronajului Total. Începutul lucrărilor a fost în noiembrie 2006, iar sfârșitul în septembrie 2007. Arhitectul care a condus aceste ultime lucrări a fost André Drozd, arhitect al patrimoniului din Barbizon. Acum, sub această Hală de Grâu și în jurul ei, în inima centrului istoric al orașului, are loc în fiecare vineri dimineață piața din Bray-sur-Seine.

#### Orga Bisericii Sfânta Cruce
Construită de Pierre Caste, a fost inaugurată în 1599 datorită unui legat de 100 de ecuuri de la Barbe Fontani. Începând cu 1615, contractele de reparații și apoi de reconstrucție a orgii sunt onorate de Pierre Petit. Ca soluționare a unui proces din 1636 privind limitele pășunilor, orga beneficiază de flutiaux de la Bazoches-les-Bray; producătorul de orgi Désenclos le instalează în 1645, adaugă la bufet trei turele și mărește claviatura cu trei clape pentru 48 de note. În 1805, Pierre-Philippe-François Lefebvre repune orga în stare de funcționare. În 1849, M. Laigre dublează tribuna prin plasarea unui pozitiv dorsal cu 8 jocuri. În 1877, frații Rollin din Troyes suprimă claviatura pozitivului și instalează o mostră falsă din lemn. Ei confecționează pentru Orga Mare un somier cu 18 pedale independente, ale căror jocuri sunt plasate în spatele bufetului; transformă mecanica trecând la 54 de note. Bufetul orgii a fost înscris în inventarul suplimentar al Monumentelor Istorice pe 23 ianuarie 1978.
Restaurarea sa este decisă în 2010, Fundația Patrimoniului Île-de-France se aliază cu orașul Bray-sur-Seine și cu Asociația Braytoise pentru Orga Restaurată (ABOR) pentru a colecta donații în vederea restaurării acestei orgi remarcabile, care ar fi unică în Europa prin picturile sale policrome. Lucrările de restaurare au început în septembrie 2014 prin demontarea și transportul său în atelierele producătorului de orgi Barthélemy Formentelli lângă Verona.

#### Vechea primărie din Bray
În 1821, orașul Bray-sur-Seine a achiziționat casa soților Degascq, situată la colțul străzii Minage și la nr. 9 de pe strada Royale (actuala stradă Grande). Destinația ei era atunci să devină primărie. În cele din urmă, această casă a fost demolată începând cu 1 martie 1822, pentru a se construi primăria. Aceasta din urmă a fost finalizată în 1823. Pe 6 februarie 1839, s-a realizat o anchetă privind vânzarea primăriei. Se proiecta construirea unei hale de grâu, deasupra căreia să se afle o primărie. Acest proiect a fost abandonat și s-a construit o hală simplă.

#### Monumentul morților din Primul Război Mondial
Monumentul morților din 1914-1918 este opera sculptorului Émile Guillaume.

### Personalități
- Victor Hugo (1802-1885). Pe 28 iulie 1835, se pare că a stat la hanul Écu.
- Henri Léon Vangeon, născut pe 15 martie 1875 în Bray-sur-Seine (Seine-et-Marne) și decedat pe 13 iunie 1944 la Paris, medic și scriitor francez, deopotrivă poet, autor dramatic și critic literar.
- Jérôme Garcin, născut pe 4 octombrie 1956 la Paris, jurnalist și scriitor francez